# Die Linke
Die Linke (lett. "La Sinistra"), chiamato anche Die Linkspartei (IPA: [diː ˈlɪŋkspaʁˌtaɪ̯], lett. "Il Partito di Sinistra"), è un partito politico tedesco di sinistra e sinistra radicale. Il partito è stato fondato nel 2007 sull'ideologia del socialismo democratico e come risultato della fusione del Partito del Socialismo Democratico (PDS) e di Lavoro e Giustizia Sociale - L'Alternativa Elettorale (WASG). Tramite i suoi legami col PDS, Die Linke è il discendente del Partito Socialista Unificato di Germania (SED) che governò in modo autoritario la de facto monopartitica Repubblica Democratica Tedesca (RDT) prima della riunificazione del 1990.
Il partito detiene attualmente 64 dei 735 seggi nel Bundestag, il parlamento federale, avendo ottenuto l'8,7% dei voti nelle elezioni federali in Germania del 2025. Il suo gruppo parlamentare è per dimensione l'ultimo dei cinque presenti nel Bundestag ed è guidato dai leader parlamentari Heidi Reichinnek e Sören Pellmann.
Il partito è rappresentato in 10 dei 16 parlamenti degli Stati federati, inclusi tutti e cinque gli Stati orientali, noti come "nuovi Stati federati della Germania". Il partito attualmente partecipa ai governi nello Stato di Brema, dove è partner di una coalizione tripartita con il Partito Socialdemocratico di Germania (SPD) e Alleanza 90/I Verdi, e nel Meclemburgo-Pomerania Anteriore in coalizione con i Socialdemocratici.
Die Linke è un membro fondatore del partito politico europeo Sinistra Europea, ed è il terzo più grande nel gruppo della Sinistra al Parlamento europeo (GUE/NGL).
Nel febbraio 2025, Die Linke registra 102.412 iscritti, il quinto partito più grande in Germania per numero di iscritti.
Oggi è il partito più a sinistra tra quelli rappresentati nel Bundestag. La sua ideologia secondo studi accademici risulta ascrivibile al populismo di sinistra. Sebbene l'Ufficio federale per la protezione della Costituzione (BfV) non consideri il partito tanto estremista da rappresentare una minaccia per la democrazia liberale, tuttavia, insieme alle autorità competenti degli Stati federati, l'intelligence del BfV sorveglia le attività di alcune delle fazioni interne di Die Linke, come la "Piattaforma comunista" e la "Sinistra socialista", a causa delle loro tendenze estremiste, rivoluzionarie o sovversive.

## Storia

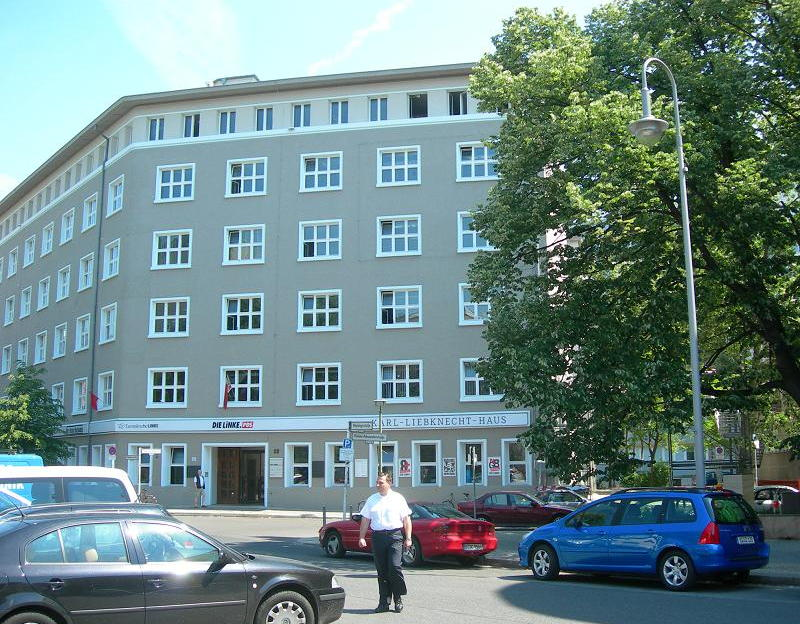
L'edificio Karl-Liebknecht-Haus, sede di Die Linke

Alle elezioni federali in Germania del 2005 il partito ha ottenuto l'8,7% dei voti con 51 seggi, godendo di una rilevante rappresentatività politica sia in ambito nazionale che in ambito locale. Nelle elezioni comunali in Sassonia, svoltesi l'8 giugno 2008, a livello regionale il partito ha raggiunto il 18,7% dei voti. Al 30 dicembre 2008 il partito aveva raggiunto i 75 968 iscritti.
Alle elezioni locali dell'agosto 2009 Die Linke aveva ottenuto il 20,6% in Sassonia, il 27,4% in Turingia, diventando in entrambe il secondo partito dopo la Unione Cristiano-Democratica di Germania (CDU), e 21,3% nella Saarland. Alle elezioni federali del 2009 aveva registrato un incremento dell'elettorato, raggiungendo quota 12% e guadagnando 76 seggi nel Bundestag. Alle elezioni regionali del 9 maggio 2010 nella Renania Settentrionale-Vestfalia il partito aveva raccolto il 5,6% dei voti e ottenuto 11 eletti.
Alle elezioni federali del 2013 era diventato il terzo partito a livello nazionale con 64 seggi e l'8,6% dei voti sebbene avesse perso oltre 10 seggi. Nel 2014, il partito ha stretto un accordo di coalizione col Partito Socialdemocratico di Germania e Alleanza 90/I Verdi per guidare lo Stato di Turingia.
Alle elezioni federali del 2017, Die Linke ha ottenuto 69 seggi, ma è comunque sceso al quinto posto a causa del successo ottenuto dal Partito Liberale Democratico (FDP) al quarto posto e dell'ascesa di Alternative für Deutschland (AfD) al terzo posto.
Alle elezioni federali del 2021, il partito ha perso 30 seggi e ne ha ottenuti solo 39, conseguendo il peggior risultato della sua storia e divenendo ultimo partito per numero di seggi nel Bundestag.
Con la scissione del partito Bündnis Sahra Wagenknecht nel 2023-2024, il partito perse 10 membri del Bundestag (nonché 3 deputati nei Parlamenti dei Länder e una sindaca). A causa del numero troppo esiguo di membri, Die Linke perse in questo modo lo status di gruppo politico in seno al Bundestag.

## Ideologia e posizioni
Die Linke è un partito che fondamentalmente aderisce al socialismo democratico. La politica fiscale del partito si muove nel paradigma dell'economia keynesiana e di un aumento delle misure di Stato sociale: la banca centrale e il governo dovrebbero collaborare attraverso politiche fiscali e monetarie per migliorare i cicli economici, supportare la crescita economica e ridurre la disoccupazione. Gli aumenti dei salari nel settore privato dovrebbero essere determinati dalla crescita della produttività, dall'obiettivo di inflazione della Banca Centrale Europea e da contratti collettivi.
Il partito sostiene un aumento della spesa pubblica indirizzata a investimenti pubblici, educazione, ricerca e sviluppo, cultura e infrastrutture, oltre che aumento della tassazione alle grandi multinazionali. Sostiene poi l'aumento dell'imposta sulle successioni e una reintroduzione di una imposta patrimoniale individuale. Sostiene la progressività nelle imposte sul reddito, che alleggerirebbe la pressione fiscale sui redditi medio-bassi e la aumenterebbe sui redditi elevati. Ritiene necessario combattere le scappatoie fiscali, sostenendo che ne beneficino solo i redditi più alti. I mercati finanziari dovrebbero essere soggetti a più ampia regolazione, con l'obiettivo, tra gli altri, di ridurre la speculazione sulle obbligazioni e i loro derivati. Il partito vuole un rafforzamento delle leggi sull'antitrust, permettendo alle cooperative una decentralizzazione dell'economia. Altre riforme economiche sostenute riguardano la solidarietà, una maggiore autodeterminazione dei lavoratori,  il divieto sulla fratturazione idraulica, il rigetto delle privatizzazioni e l'introduzione di un salario minimo federale.
In politica estera, Die Linke chiede il disarmo internazionale, sostenendo il ritiro delle truppe del Bundeswehr impegnate in operazioni all'estero. Il partito chiede la sostituzione della NATO con un'alleanza che includa anche la Russia come Stato membro. Sostiene poi che la politica estera tedesca dovrebbe essere strettamente confinata agli obiettivi di diplomazia civile e cooperazione anziché di conflitto. Il partito ha duramente criticato la guerra in Afghanistan e in Iraq.
Il partito appoggia l'idea di base dell'integrazione europea, ma afferma che molte delle politiche economiche dell'Unione europea sarebbero neoliberiste e ha criticato il Trattato di Lisbona. Chiede invece una maggiore democratizzazione delle istituzioni europee e un ruolo più decisivo delle Nazioni Unite nella politica internazionale.
La linea del partito è più divisa per quanto riguarda questioni di geopolitica internazionale come la crisi russo-ucraina e la crisi della Crimea del 2014. Gregor Gysi, membro di spicco di Die Linke e importante figura del SED ai tempi della Germania Est, ha definito la Russia di Vladimir Putin come «una nazione basata sul capitalismo di Stato» e ritiene illegale l'annessione e l'occupazione russa della Crimea, sebbene abbia ammesso che elementi "più anziani" del partito vedano più positivamente la Russia, a causa dell'influenza ideologica subita ai tempi del Blocco orientale. Alcuni membri del partito sono convinti sostenitori degli Stati fantoccio russi non riconosciuti e secessionisti noti come Repubblica Popolare di Donetsk e Repubblica Popolare di Lugansk.

## Struttura

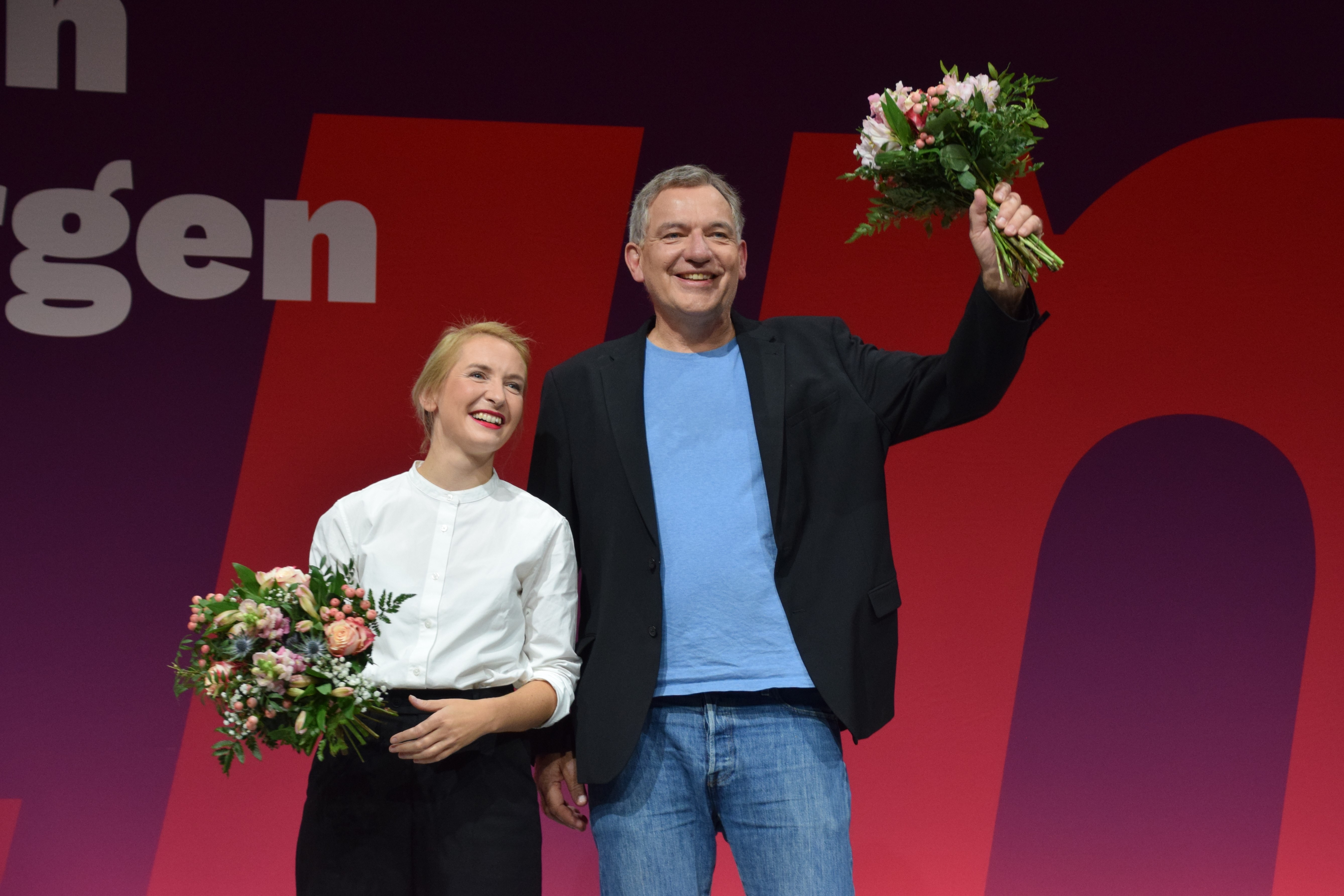
Ines Schwerdtner (sinistra) e Jan van Aken alla conferenza del partito federale del 2024

La direzione del partito Die Linke è stata divisa tra due persone sin dalla fondazione del partito.
| Presidenti federali | Presidenti federali    | Presidenti federali | Inizio mandato   | Fine mandato     |
| ------------------- | ---------------------- | ------------------- | ---------------- | ---------------- |
|                     | Lothar Bisky           | Oskar Lafontaine    | 16 giugno 2007   | 15 maggio 2010   |
|                     | Gesine Lötzsch         | Klaus Ernst         | 15 maggio 2010   | 2 giugno 2012    |
|                     | Katja Kipping          | Bernd Riexinger     | 2 giugno 2012    | 27 febbraio 2021 |
|                     | Susanne Hennig-Wellsow | Janine Wissler      | 27 febbraio 2021 | 20 aprile 2022   |
| Vacante             | 20 aprile 2022         | Janine Wissler      | 25 giugno 2022   |                  |
|                     | Martin Schirdewan      | Janine Wissler      | 25 giugno 2022   | 19 ottobre 2024  |
|                     | Ines Schwerdtner       | Jan van Aken        | 19 ottobre 2024  | in carica        |

| Presidenti al Bundestag                         | Presidenti al Bundestag | Presidenti al Bundestag | Inizio mandato   | Fine mandato     |
| ----------------------------------------------- | ----------------------- | ----------------------- | ---------------- | ---------------- |
|                                                 | Gregor Gysi             | Oskar Lafontaine        | 18 ottobre 2005  | 27 ottobre 2009  |
|                                                 | Gregor Gysi             | Gregor Gysi             | 27 ottobre 2009  | 13 ottobre 2015  |
|                                                 | Dietmar Bartsch         | Sahra Wagenknecht       | 13 ottobre 2015  | 12 novembre 2019 |
|                                                 | Dietmar Bartsch         | Amira Mohamed Ali       | 12 novembre 2019 | 6 dicembre 2023  |
| Fazione sciolta – ridotta allo status di gruppo |                         |                         |                  |                  |
|                                                 | Heidi Reichinnek        | Sören Pellmann          | 19 febbraio 2024 | in carica        |

### Iscritti
- 2020: 60 350[36]
- 2021: 60 681[37]
- 2023:  50 251[38]

## Risultati delle elezioni

### Parlamento federale (Bundestag)

Risultati elettorali di Die Linke nelle elezioni federali del 2025.

Risultati elettorali di Die Linke nelle elezioni federali del 2017. È evidente la forza del partito nei nuovi Stati federati della Germania, precedentemente appartenenti alla Repubblica Democratica Tedesca

| Anno | # voti nei collegi uninominali | # voti nella lista di partito | % voti della lista di partito | # dei seggi complessivi vinti | +/− | Note            |
| ---- | ------------------------------ | ----------------------------- | ----------------------------- | ----------------------------- | --- | --------------- |
| 2005 | 3 764 168                      | 4 118 194                     | 8,7                           | 54 / 614                      | 52  | Come WASG e PDS |
| 2009 | 4 791 124                      | 5 155 933                     | 11,9                          | 76 / 622                      | 22  |                 |
| 2013 | 3 585 178                      | 3 755 699                     | 8,6                           | 64 / 630                      | 12  |                 |
| 2017 | 3 966 637                      | 4 297 270                     | 9,2                           | 69 / 709                      | 5   |                 |
| 2021 | 2 306 755                      | 2 269 993                     | 4,9                           | 39 / 735                      | 30  |                 |
| 2025 | 3 932 584                      | 4 355 482                     | 8,8                           | 64 / 630                      | 25  |                 |

### Parlamento europeo
| Anno | # dei voti complessivi | % di voti complessiva | # dei seggi vinti | +/− |
| ---- | ---------------------- | --------------------- | ----------------- | --- |
| 2009 | 1 969 239              | 7,5                   | 8 / 99            | 1   |
| 2014 | 2 168 455              | 7,4                   | 7 / 96            | 1   |
| 2019 | 2 056 049              | 5,5                   | 5 / 96            | 2   |
| 2024 | 1 091 268              | 2,7                   | 3 / 96            | 2   |